# Fundação Jérôme-Lejeune
A Fundação Jérôme Lejeune, às vezes chamada simplesmente de Fundação Lejeune, é uma fundação francesa que busca continuar o trabalho do geneticista Jérôme Lejeune, principalmente apoiando pesquisas sobre a síndrome de Down.
A fundação, de inspiração cristã, é também uma das principais associações do movimento pró-vida na França, militante contra o aborto, ou a eutanásia.

## Financiamento
A fundação declara em 2020 um orçamento global de 11 508 000 euros proveniente principalmente de doações e legados.

## Pesquisa científica
A Fundação Jérôme-Lejeune indica que realiza pesquisas científicas por meio do Instituto Jérôme-Lejeune, que combina cuidado e pesquisa científica. Esta pesquisa tem como objetivo descobrir tratamentos que reduzam os distúrbios causados pela superexpressão de genes, a fim de aumentar a capacidade cognitiva de pessoas com síndrome de Down. O instituto lançou um programa para descobrir moléculas que poderiam ser utilizadas em medicamentos, como o ácido folínico e a enzima CBS.
A fundação criou em 2010 prêmios para recompensar cientistas que trabalham com síndrome de Down e doenças genéticas da inteligência [carece de fontes?].
Em 2018, o Instituto Jérôme Lejeune recebe o prêmio Klesia “Avance en Âge 2018” pela sua consulta multidisciplinar dedicada ao envelhecimento das pessoas com deficiência intelectual.
Desde 2014-2015, a Fundação Lejeune apoiou financeiramente o laboratório ManRos Therapeutics, localizado em Roscoff, para um programa de pesquisa na busca de inibidores do gene DYRK1A, uma proteína envolvida na degeneração de neurônios ligados à trissomia 21 e à doença de Alzheimer.
Em outubro de 2016, a Fundação Lejeune apoiou o projeto de pesquisa: "RESPIRE 21" do Hospital Necker-Enfants malades. O projeto está desenvolvendo o manejo precoce da apnéia do sono em crianças portadoras, incluindo 30 a 50% das quais são propensas a esses distúrbios.
Em fevereiro de 2017, a fundação uniu forças com a fundação IMIM em Barcelona para o projeto de pesquisa: PERSEUS (Pediatric Exploratory Research Study of EGCG Use and Safety). Este estudo clínico exploratório franco-espanhol está estudando a tolerância de EGCG e procurando por marcadores de eficácia.
Em 2017, a fundação lançou o Horizon 21, um projeto colaborativo europeu que visa preparar um ensaio terapêutico para a doença de Alzheimer na população com síndrome de Down, com vista à generalização para toda a população.

## Consultas médicas
Em 1997, a fundação criou o Instituto Jérôme Lejeune, o primeiro centro médico europeu especializado no acompanhamento de pacientes com síndrome de Down ou outras deficiências intelectuais de origem genética. Em 2011, de acordo com as recomendações do Ministério da Saúde e da Agência Regional de Saúde da Île de France, o Grupo Hospitalar Paris Saint-Joseph (GHPSJ) e o Instituto Jérôme-Lejeune criaram um grupo de cooperação em saúde (GCS) para permitir que a fundação continue sua atividade de consultoria com o apoio de uma estrutura hospitalar.

## Comunicações e declarações de posicionamento
A Fundação Lejeune toma uma posição para defender as pessoas com trissomia 21 e é conhecido por suas posições desfavoráveis a qualquer intervenção em organismos vivos. O diário Libération o descreve como "ultraconservador".

### Conferências e audiências
A Fundação Lejeune participa do debate sobre bioética. Jean-Marie Le Méné, seu presidente, foi testado em 2009 e depois em 2018 como parte da revisão da lei de bioética pelo Conselho de Estado e pela Assembleia Nacional.
Todo dia 21 de março, durante o Dia Mundial da Síndrome de Down e a pedido de parlamentares europeus, a Fundação Lejeune está organizando uma reunião em Bruxelas para apresentar o estado da pesquisa e suas perspectivas. Em 2017, nesta ocasião, o Presidente do Parlamento, Antonio Tajani, fez uso da palavra para dar o seu apoio político.
Em 2017, a Fundação Lejeune e o Dr. Laurent Meijer (ManRos Therapeutics), o Dr. Conrad Kunick (Universidade de Braunschweig) e o Dr. Yann Hérault (Instituto de Genética, Biologia Molecular e Celular, Universidade de Estrasburgo) organizaram uma conferência em Saint -Malo com pesquisadores trabalhando no gene DYRK1A, implicado em doenças como a síndrome de Down, autismo ou doença de Alzheimer.
Em 23 de fevereiro de 2019 em Paris, durante uma conferência organizada pela federação europeia One of Us e a fundação Lejeune, Rémi Brague, do Institut de France, lançou com vários intelectuais europeus uma plataforma de reflexão, dedicada ao futuro da Europa.

### Campanha publicitária
A Fundação Jérôme-Lejeune apoia a iniciativa, em conjunto com outras associações, de sensibilizar o grande público para o tema da síndrome de Down e a situação desta forma de deficiência. Em 2012, ela participou da campanha Trisomique et alors e, a seguir, de uma campanha de pôsteres para pessoas com Síndrome de Down.
Para o Dia Mundial da Síndrome de Down, 21 de março de 2014, ela participou do lançamento do vídeo Dear Future Mom, uma mensagem dirigida às futuras mães de crianças com síndrome de Down com diferentes associações.
No Dia dos Pais, outro vídeo, My Daddy, é lançado pela fundação. O vídeo trata da relação entre uma criança com síndrome de Down e seu pai. Atingiu mais de 250 000 visualizações.
Todos os anos, a fundação participa da “Corrida dos Heróis”, evento que reúne atletas que vêm correr por uma causa que lhes é cara.  Em 2018, mais de 1.000 participantes participaram da meia maratona de Paris pela Fundação Lejeune.
A fundação Lejeune colabora com Clotilde Noël, mãe da menina Marie, portadora da síndrome de Down e autora do livro Tombée du nid.

### Declarações de posição
A Fundação Lejeune faz campanha contra o aborto ou apoia associações anti-aborto como La Marche pour la vie.
A fundação mantém laços estreitos com La Manif pour tous, cujas ideias compartilha contra o casamento e a adoção de casais do mesmo sexo, é de fato um de seus parceiros oficiais. O presidente deste coletivo de associações, Ludovine de La Rochère, foi o responsável pela comunicação da fundação.

### Lobby
A fundação está inscrita no registo dos representantes de interesses europeus desde 2015 e, como tal, declara despesas anuais inferiores a 10 000 euros.

## Opus Dei
Segundo Peter Hertel, a Fundação Jérôme-Lejeune é uma associação próxima ao Opus Dei. O atual presidente da fundação, Jean-Marie Le Méné, é ele próprio considerado por Michel Dufourt como próximo do Opus Dei, enquanto Jérôme Lejeune era membro desta organização.

## Controvérsias
Em 2016, um folheto anti-aborto publicado pela associação foi distribuído em uma escola secundária católica privada da Academia de Montpellier. Laurence Rossignol, Ministro da Família, Criança e Direitos da Mulher, indica que se trata de um documento de propaganda que se trata de denunciar e desmascarar.
Em segunda-feira, 17 de março de 2025, em coluna publicada no jornal Le Monde, 146 cientistas denunciam a postura da fundação contra as pesquisas com embriões e aborto. Eles denunciam "ativismo jurídico" e "declarações caricaturais" da fundação.
Por sentença de 20 de dezembro de 2019, a Fundação Lejeune e La Manif pour tous devem pagar ao SPA  15 000 euros em danos por parasitismo de campanha deste último.